# Rieux
Rieux é uma comuna francesa na região administrativa da Normandia, no departamento de Sena Marítimo. Estende-se por uma área de 7,09 km². Em 2010 a comuna tinha 620 habitantes (densidade: 87,4 hab./km²).